# باراچ
باراچ (به مجاری: Baracs) یک شهرداری در مجارستان است. باراچ ۵۵٫۱۸ کیلومتر مربع مساحت و ۳٬۴۱۵ نفر جمعیت دارد.